# Lista de episódios de Ghost Hunters International
Essa é a lista de episódios da série Ghost Hunters International.

## Resumo da série
| Temporada | Temporada | Nº. episodios  | Início da temporada  | Final da temporada      |
| --------- | --------- | -------------- | -------------------- | ----------------------- |
|           | 1         | 23             | 9 de janeiro de 2008 | 4 de março de 2009      |
|           | 2         | 26             | 8 de julho de 2009   | 16 de fevereiro de 2011 |
|           | 3         | 6 (no momento) | 13 de julho de 2011  | TBA                     |

## 1ª Temporada (2008–2009)
| Número do episódio | Estreia original        | Título                       | País(es)                    | Investigação |
| 101                | 9 de janeiro de 2008    | Chillingham Castle           | Reino Unido                 | Chillingham, Inglaterra– Castelo Chillingham e Edinburgh, Escócia – Mary King's Close                            |
| 102                | 16 de janeiro de 2008   | Evil Unearthed               | Itália · País de Gales      | Turin, Itália – Abadia de Lucédio e Aberystwyth, País de Gales – Mansão Nanteos                                  |
| 103                | 23 de janeiro de 2008   | Whispers From Beyond         | Reino Unido                 | Edinburgh, Escócia – Escola Ragged e Leicester, Inglaterra – Belgrave Hall                                       |
| 104                | 30 de janeiro de 2008   | Haunted Village              | Reino Unido                 | Pluckley, Inglaterra – The Black Horse Inn e A Floresta do Grito                                                 |
| 105                | 6 de fevereiro de 2008  | Fortress of Fear             | Roménia                     | Râşnov, Romania – Citadel Râşnov                                                                                 |
| 106                | 13 de fevereiro de 2008 | Headless Haunting            | Eslováquia · Alemanha       | Eslováquia – Castelo Orava e Alemanha – Castelo Reichenstein                                                     |
| 107                | 20 de fevereiro de 2008 | Frankenstein's Castle        | Alemanha                    | Darmstadt, Alemanha – Castelo do Frankenstein                                                                    |
| 108                | 9 de julho de 2008      | Larnach Castle               | Nova Zelândia               | Dunedin, Nova Zelândia – Castelo Larnach                                                                         |
| 109                | 16 de julho de 2010     | Devil Dog                    | Nova Zelândia · Reino Unido | Wellington, Nova Zelândia – Opera House e Gloucestershire, Inglaterra – Mansão Woodchester                       |
| 110                | 23 de julho de 2008     | Castle of the Damned         | Reino Unido                 | Tullamore, Irlanda – Castelo Charleville and Samlesbury, Inglaterra – Samlesbury Hall                            |
| 111                | 23 de julho de 2008     | Shattered Spirit             | País de Gales               | Denbighshire, Gales do Norte – Castelo Bodelwyddan                                                               |
| 112                | 6 de agosto de 2008     | Hauntings of South Africa    | África do Sul               | KwaZulu-Natal, África do Sul – Hotel Nottingham Road e Cidade do Cabo, África do Sul – Castelo da Cidade do Cabo |
| 113                | 13 de agosto de 2008    | Tortured Souls               | Eslovénia · Eslováquia      | Predjama, Eslovênia – Castelo Predjama e Čachtic, Eslováquia – Castelo Čachtice                                  |
| 114                | 20 de agosto de 2008    | Dracula's Castle             | Roménia                     | Transylvania, Roménia – Castelo Bánffy e Argeş County, Roménia – Castelo do Drácula                              |
| 115                | 7 de janeiro de 2009    | The Ghost Child of Peru      | Peru                        | Callao, Peru – Real Felipe Fortress                                                                              |
| 116                | 14 de janeiro de 2009   | City of the Doomed           | Brasil                      | Cambuquira – Grande Hotel e São Paulo – Castelinho da Rua Apa                                                    |
| 117                | 21 de janeiro de 2009   | A Call For Help              | Dinamarca · Peru            | Copenhagen, Dinamarca – Forte Trekroner and Lima, Peru – Casa Garland                                            |
| 118                | 28 de janeiro de 2009   | Restless Souls of Sweden     | Suécia                      | Borgvattnet, Suécia – Casa dos Priests e Varberg, Suécia – Forte de Varberg                                      |
| 119                | 4 de fevereiro de 2009  | Buried Alive                 | Dinamarca · Brasil          | Dragsholm, Dinamarca – Castelo Dragsholm e Rio de Janeiro – Centro Cultural José Bonifácio                       |
| 120                | 11 de fevereiro de 2009 | Unknown Soldiers             | Filipinas                   | Angeles City, Filipinas – Hospital Clark e Baguio City, Filipinas – Hotel Diplomata                              |
| 121                | 18 de fevereiro de 2009 | Spanish Scares               | Espanha                     | Madrid, Espanha – Castillo de la Coracera e Gironès, Espanha – Castel d'Escales                                  |
| 122                | 25 de fevereiro de 2009 | Ghosts in the City of Lights | França                      | Bordeaux, França – Château Lagorce e Paris, França – Capucins Quarries                                           |
| 123                | 4 de março de 2009      | Karosta Prison               | Letónia                     | Liepaja, Letónia – Karostas Cietums                                                                              |
|                    |                         |                              |                             | |

## 2ª Temporada (2009–2010)
| Número do episódio | Estreia original        | Título                     | País(es)                       | Investigação                                                                          |
| 201                | 8 de julho de 2009      | Wicklow's Gaol             | República da Irlanda           | Wicklow, Irlanda – Wicklow's Historic Gaol                                            |
| 202                | 15 de julho de 2009     | Skeleton in the Closet     | Chéquia · República da Irlanda | Bohemia, República Tcheca – Český Krumlov e Rathlin, Irlanda do Norte – Manor House   |
| 203                | 22 de julho de 2009     | Gate to Hell               | Chéquia                        | Blatce, República Tcheca – Castelo Houska                                             |
| 204                | 29 de julho de 2009     | Witches Castle             | Áustria                        | Unternberg, Áustria – Moosham Castle e Spittal an der Drau, Áustria – Schloss Porcia  |
| 205                | 5 de agosto de 2009     | Spirits of Italy           | Itália                         | Fosdinovo, Itália – Castelo Malaspina e Genoa, Itália – Palazzo Ducale                |
| 206                | 12 de agosto de 2009    | Holy Ghosts                | Chile                          | El Bosque, Chile – El Bosque City Hall e Valparaíso, Chile – Santiago Sevrin Library  |
| 207                | 6 de janeiro de 2010    | Hitler's Ghost             | Argentina                      | Miramar, Argentina – Gran Hotel Viena                                                 |
| 208                | 13 de janeiro de 2010   | Silver Shadow              | Argentina · Austrália          | La Falda, Argentina – Eden Hotel e Junee, Austrália – Monte Cristo                    |
| 209                | 20 de janeiro de 2010   | Quarantine Station         | Austrália                      | Sydney, Austrália – Estação Quarantine                                                |
| 210                | 20 de janeiro de 2010   | Port Arthur Penitentiary   | Austrália                      | Port Arthur, Austrália – Penitenciária Port Arthur                                    |
| 211                | 3 de fevereiro de 2010  | Tasmania Death Sentence    | Austrália · Malásia            | Hobart, Austrália – Supreme Courthouse e Batu Gajah, Malásia – Castelo dos Kellie     |
| 212                | 10 de fevereiro de 2010 | San Lucas Prison           | Costa Rica                     | Ilha de São Lucas, Costa Rica – Prisão de São Lucas                                   |
| 213                | 17 de fevereiro de 2010 | The Legend of Rose Hall    | Costa Rica · Jamaica           | Cartago, Costa Rica – Duran Sanatorium e Montego Bay, Jamaica – Rose Hall Great House |
| 214                | 14 de julho de 2010     | The Spirit of Robin Hood   | Reino Unido                    | Nottingham, Inglaterra - Galerias da Justiça                                          |
| 215                | 21 de julho de 2010     | Sweeney Todd               | Reino Unido                    | Port Talbot, País de Gales - Castelo Margam e Colnbrook, Inglaterra - The Ostrich Inn |
| 216                | 28 de julho de 2010     | Wolf's Lair                | Polónia                        | Kętrzyn, Polônia - Toca do Lobo                                                       |
| 217                | 4 de agosto de 2010     | The Devil's Wedding        | Noruega · Estónia              | Halden, Noruega - Fortaleza de Fredriksten e Tallinn, Estónia - A Casa Velha          |
| 218                | 11 de agosto de 2010    | Demons of Nicaragua        | Nicarágua                      | Masaya, Nicarágua - Forte Coyotepe e León, Nicarágua - Carcel XXI                     |
| 219                | 18 de agosto de 2010    | Pirates of the Caribbean   | Honduras                       | Omoa, Honduras - Fortaleza de San Fernando                                            |
| 220                | 5 de Janeiro de 2011    | Hamlet's Castle            | Dinamarca                      | Helsingør, Dinamarca – Castelo Kronborg                                               |
| 221                | 12 de Janeiro de 2011   | Ghosts of the Eastern Bloc | Ucrânia · Polónia              | Pidhirtsi, Ucrânia – Castelo Pidhirtsi e Reszel, Polônia – Castelo Reszel             |
| 222                | 19 de Janeiro de 2011   | Unfaithful Spirit          | Alemanha                       | Fürsteneck, Alemanha – Castelo Fürsteneck                                             |
| 223                | 26 de Janeiro de 2011   | Amsterdamned               | Países Baixos                  | Huissen, Holanda – Casa Huissen e Ijmuiden, Holanda - Forte Ijmuiden                  |
| 224                | 2 de Fevereiro de 2011  | Army of the Dead           | Sérvia                         | Novi Sad, Sérvia – Forte Petrovaradin                                                 |
| 225                | 9 de Fevereiro de 2011  | Shadows in the Dark        | Reino Unido                    | Edinburgh, Escócia – Usher Hall e Inveraray, Escócia – Cadeia Inveraray               |
| 226                | 16 de Fevereiro de 2011 | Soldiers of Misfortune     | Porto Rico                     | San Juan, Porto Rico – Forte San Felipe del Morro e Teatro Thapia                     |
|                    |                         |                            |                                |                                                                                       |

### 3ª Temporada (2011)
| Número do episódio | Estreia original     | Título                  | País(es)                           | Investigação                                                                                        |
| 301                | 13 de Julho de 2011  | Rising from the Grave   | Trindade e Tobago                  | Lopinot, Trinidad e Tobago - Plantação Lopinot                                                      |
| 302                | 20 de Julho de 2011  | Sensing Evil            | Trindade e Tobago · Argentina      | Chacachacare, Trinidad e Tobago - Colônia Leper e Gualeguaychú, Argentina - Frigorífco Gualeguaychú |
| 303                | 27 de Julho de 2011  | Touched by the Dead     | Reino Unido · República da Irlanda | Limavady, Irlanda do Norte - Hospital Roe Valley e Cork Harbour, Irlanda - Spike Island             |
| 304                | 3 de Agosto de 2011  | Search for the She-Wolf | Reino Unido                        | Norfolk, Inglaterra - Castelo Rising                                                                |
| 305                | 10 de Agosto de 2011 | Murders and Mysteries   | Reino Unido · Nova Zelândia        | Castletown, Ilha de Man - Castelo Rushen e Christchurch, Nova Zelândia - Hotel Riccarton Racecourse |
| 306                | 17 de Agosto de 2011 | Imprisoned Souls        | Nova Zelândia                      | Napier, Nova Zelândia - Prisão Napier                                                               |
|                    |                      |                         |                                    | |